# Гермилтрисилан
Гермилтрисилан — неорганическое соединение,
германопроизводное тетрасилана
с формулой H7Si3GeH3,
бесцветная жидкость,
пары́ самовоспламеняются на воздухе.

## Получение
- Пиролиз смеси дисилана и дигермана с последующим разделением продуктов реакций фракционной перегонкой.

## Физические свойства
Гермилтрисилан образует 
бесцветную жидкость,
пары́ которой самовоспламеняется на воздухе.